# Runenstein von Sanda II
Der Runenstein von Sanda II  (es gibt einen Bildstein, der unter Sanda I geführt wird) gehört zu einer gotländischen Grabkiste. Seine Datierung zwischen 1000 und 1100 n. Chr. wird durch eine zeitgenössische Runeninschrift gestützt, die auf einem doppelköpfigen Schlangenband verläuft. Grabkisten sind in Schweden vor allem zwischen 700 und 1100 in Gebrauch. Die Steine der späten Grabkisten, weisen symbolische und naturalistische Darstellungen auf, gleichwohl haben die Szenen mythologischen Inhalt. Der auf dem Friedhof von Sanda gefundene Runenstein hat eine Breite von etwa 90 cm und eine bebilderte Höhe von etwa 70 cm.

Triskele

Er zeigt in seinem Zentrum drei, im nach links gewandten Profil dargestellte Männer. Darüber befindet sich, eingerahmt mit einem oben offenen Rechteck, eine schwer deutbare Szene, die ebenfalls drei Figuren zeigt, daneben eine Triskele. Die Inschrift in der oberen Rundung des Steins nennt die Namen „Rodvisl und Farbjörn und Gunnbjörn“.
In der zentralen Darstellung trägt der rechte Flügelmann einen Gegenstand, den man als Sichel deuten kann, die mittlere Figur eine spatenförmige Standarte und die linke einen Speer. Alle drei Attribute kommen auf anderen Darstellungen auch in anderem Kontext vor.
Die Versuche, den Bildinhalt zu interpretieren, sind uneinheitlich. Für einige Forscher deutet die Sichel an, dass der Fruchtbarkeitsgott Freyr wiedergegeben ist. Der Speer würde für Odin sprechen. Die Gestalten wären dann Odin, Thor und Freyr und würden der von Adam von Bremen zu Ende des 11. Jahrhunderts aus Uppsala überlieferten Verehrung einer heidnischen „Dreiheit“ entsprechen, was auch der Triskele entspricht. Es wurde auch die Vermutung geäußert, dass es sich um eine Landvermessung handele. Ein solcher Akt war eine feierliche Prozedur, bei der ein offenes Feuer getragen wurde. Die Sichel wäre in diesem Fall eine Fackel.
Der Stein befindet sich heute im Museum Gotlands Fornsal in Visby.